# St. Simonis und Judä (Gnojewo)
Die Kirche St. Simonis und Judä  (polnisch Kościół św. Szymona i Judy Tadeusza) in Gnojewo (deutsch Gnojau) ist seit 1945 ungenutzt und ruinös. Der Ort liegt im früheren Kreis Marienburg in Westpreußen.

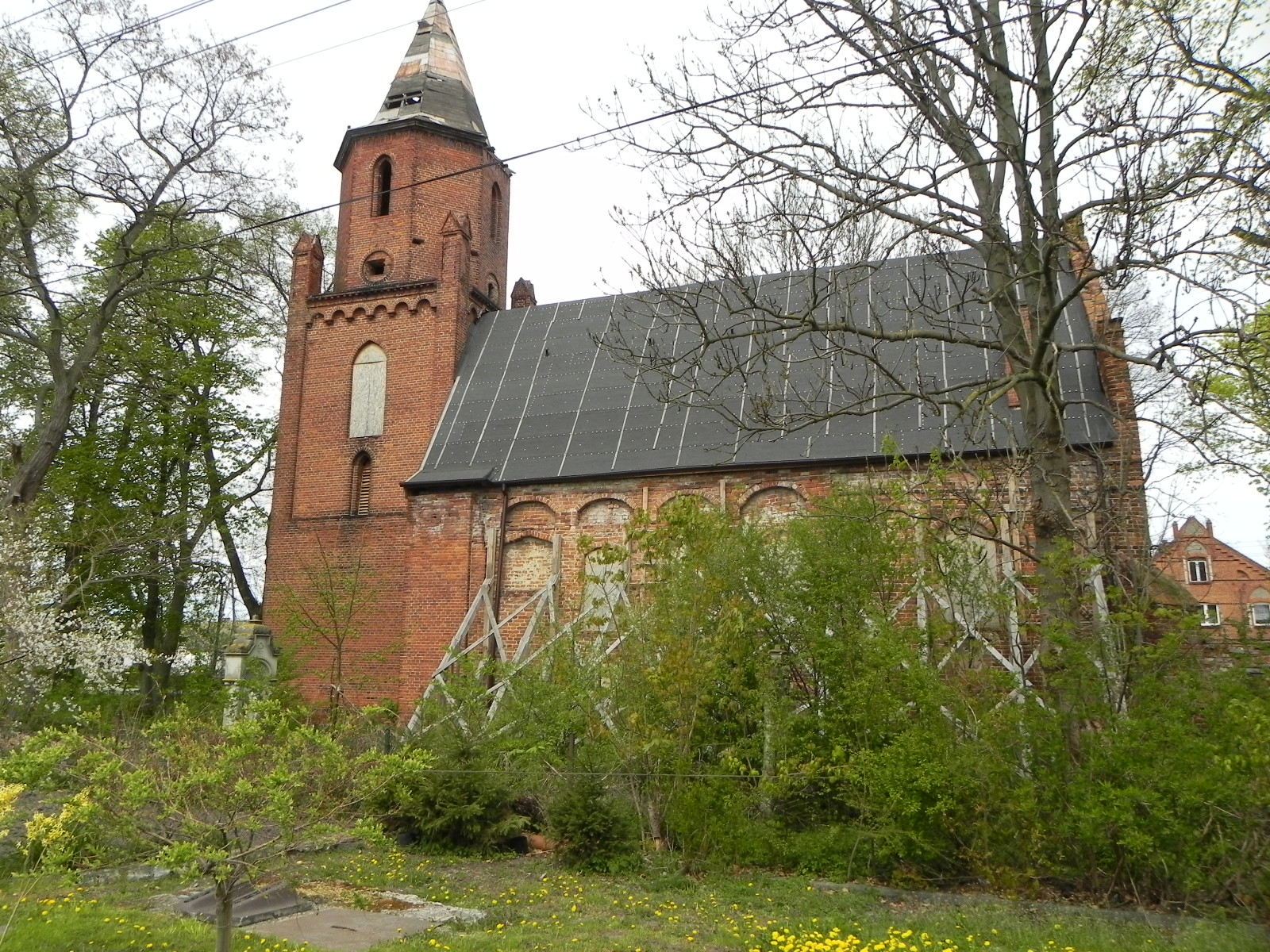
Kirche St. Simonis und Judä

## Geschichte
Die erste urkundliche Erwähnung des Ortes im Bistum Pomesanien stammt aus der Handfeste von Altmünsterberg von 1323. Im Jahr 1338 verlieh Hochmeister Dietrich von Altenburg dem Dorf selbst eine kulmische Handfeste. Dabei wurde die zu gründende Pfarrkirche mit vier Freihufen dotiert. 
Um die Mitte des 14. Jahrhunderts wurde eine große Fachwerkkirche errichtet, vermutlich an Stelle eines kleineren Vorgängerbaus. Der Bau wurde um 1400 an der Ost- und Südostseite ummauert, Ende des 15. Jahrhunderts wurde der westliche Abschnitt der Südseite ummauert und wenig später das nördliche Seitenschiff angefügt. 
In den Jahren 1708/25 erfolgte eine umfassende Renovierung, 1819 wurde im Osten eine neue Sakristei angebaut. Ab 1853 wurde der massive Westturm errichtet. Bei der polnischen Übernahme 1945 war der Bau unversehrt, wird seitdem jedoch nicht mehr genutzt und ist inzwischen vollständig geplündert und verwahrlost.

## Beschreibung
Gnojau ist eine in mehrerer Hinsicht außergewöhnliche Dorfkirche. Die Kirche ist ein ungewölbter Saalbau ohne Strebepfeiler, mit nachträglich angefügtem gewölbtem Seitenschiff im Norden. Die Fachwerkkonstruktion der ersten Kirche ist in der Ost- und Südwand noch erhalten. Die Außengliederung durch Spitzbogen- und Kreisblenden spiegelt teils die Ständerstruktur des Fachwerkbaus wider. Der westliche Wandabschnitt der Südseite war ursprünglich offenbar fensterlos und hat im oberen Bereich eine Wandgliederung durch kleinteilige Blenden mit segmentbogigem bzw. flachem dreieckigem Abschluss. 
Die Struktur und Außengliederung des im Norden angefügten massiven Seitenschiffs ist deutlich vom älteren Bau unterschieden. Auf der Ostseite gab man sich nicht die geringste Mühe, diesen Gegensatz zu verbergen. Das Äußere der Nordseite hat einen zweizonigen Aufbau mit fünf gefasten spitzbogigen Fenstern im  oberen Abschnitt, im unteren Bereich ein kielbogiges Portal und einen polygonal vortretenden Treppenbau zur Empore. Die Sakristei befindet sich in den beiden östlichen Jochen des Seitenschiffs, darüber die Empore. Der Aufgang zur Empore tritt als polygonaler Anbau aus der Wandflucht vor. Der im Westen vorgebaute mittelalterliche Turm war ein reiner Holzbau. 
Die Gestaltung der Giebel ist außergewöhnlich und einzigartig im Ordensland. Der Ostgiebel ist ein dreiachsiger Dreiecksgiebel mit seitlicher Stufe. Auf der Giebelfläche ist durch Dreiecksvorlagen die Zeichnung eines Dreiecksgiebels mit horizontalen Unterteilungen angebracht. Das Mittelfeld hat im oberen Bereich zwei Spitzbogenblenden. In den seitlichen Feldern sitzen im unteren Abschnitt Fenster. Der Ostgiebel des Seitenschiffs ist ebenfalls ein dreiachsiger Staffelgiebel mit Kielbogenabschluss. Auch die eingetieften Flächen sind durch Kielbögen unterteilt.

## Nachweise
- Christofer Herrmann: Mittelalterliche Architektur im Preußenland (= Studien zur internationalen Architektur- und Kulturgeschichte. Band 56). Petersberg 2007, S. 440–441.